# 3430 Bradfield
3430 Bradfield је астероид главног астероидног појаса чија средња удаљеност од Сунца износи 2,759 астрономских јединица (АЈ).
Апсолутна магнитуда астероида је 12,4.